# Jani Liimatainen
Jani Allan Kristian Liimatainen (Kemi, 9 settembre 1980) è un chitarrista finlandese, ex componente e membro fondatore della band Sonata Arctica.

## Biografia
Inizia la sua carriera registrando quattro album con gli Altaria, prima di dedicarsi completamente ai Sonata Arctica con i quali registra sette album. Nell'album Reckoning Night scrive la musica e le parole del brano "My Selene". Dream Theater, Stratovarius e Pain of Salvation sono i gruppi che maggiormente hanno influenzato il suo stile musicale. - Nel Young Guitar Magazine successivo all'uscita di Winterheart's Guild dichiara di aver studiato chitarra basandosi soprattutto su Yngwie Malmsteen
Nel 2007 lascia i Sonata Arctica, dopo essere partito per la leva militare obbligatoria; venne sostituito con Elias Viljanen prima temporaneamente, e poi definitivamente.
In seguito Jani si è dedicato, con lo pseudonimo di Allan Anderssén, ad un progetto creato insieme all'amico Risto Koskinen e denominato Sydänpuu, dove suona chitarra, basso, tastiera e canta, con Koskinen alla batteria. Il duo compone musica con testi in finlandese.
Nel 2009 ha fondato il progetto Cain's Offering e inciso l'album Gather the Faithful, la cui uscita in Europa è avvenuta il 27 agosto 2009. Jani ha composto tutte le canzoni, scritto tutti i testi, suonato la chitarra e prodotto l'album come produttore discografico.
Il 19 ottobre 2012 è stato pubblicato Blackoustic, un album chitarra acustica e voce inciso con Timo Kotipelto, cantante della band finlandese Stratovarius. L'album contiene varie cover e un inedito.
Nel 2013 contribuisce alla scrittura di alcuni testi presenti sull'album Nemesis degli Stratovarius.
Con la cantante Anette Olzon (ex- Nightwish) parte il progetto The Dark Element, secondo annuncio pubblicato in data 29 agosto 2017; il loro primo album debutta il 10 novembre dello stesso anno.
Secondo comunicato ufficiale del 16 luglio 2019, Jani entra in pianta stabile come chitarrista della ormai affermata band finlandese Insomnium (con la quale collaborava in veste di session-man fin dal 2015).

## Discografia

### Con i Sonata Arctica
- 1999 - Ecliptica
- 2000 - Successor
- 2001 - Silence
- 2003 - Winterheart's Guild
- 2004 - Reckoning Night
- 2007 - Unia

### Con gli Altaria
- 2001 - Sleeping Visions (demo)
- 2002 - Feed the Fire (demo)
- 2003 - Invitation
- 2004 - Divinity

### Con i Cain's Offering
- 2009 - Gather the Faithful
- 2015 - Stormcrow

### Con Timo Kotipelto
- 2012 - Blackoustic

### Solista
- 2022 - My Father's Son

## Equipaggiamento
- Ibanez Destroyer DT 200 Custom Shop
- Ibanez Destroyer DT 200 Custom Shop 7-corde
- Ibanez RG2020X
- Ibanez RG Custom Shop
- Ibanez RG UCGR (USA Custom GRaphics)
- Ibanez RG1527CB Prestige
- Ibanez JPM100P4 John Petrucci Model